# Roberto Cammarelle
Roberto Cammarelle (Cinisello Balsamo, 30 juli 1980) is een Italiaans bokser. Hij werd olympisch kampioen in de superzwaargewichtklasse op de Olympische Spelen van 2008 en won 4 jaar later het zilver op de Olympische Spelen van 2012. Hij verloor van Anthony Joshua. Ook won hij twee keer het wereldkampioenschap boksen.

## Erelijst

### Olympische Spelen
- 2008 in Beijing, China (+ 91 kg)
- 2012 in Londen, Verenigd Koninkrijk (+ 91 kg)
- 2004 in Athene, Griekenland (+ 91 kg)

### Wereldkampioenschappen
- 2007 in Chicago, Verenigde Staten (+ 91 kg)
- 2009 in Milaan, Italië (+ 91 kg)
- 2005 in Mianyang, China (+ 91 kg)
- 2013 in Almaty, Kazachstan (+ 91 kg)

### Europese kampioenschappen
- 2002 in Perm, Rusland (+ 91 kg)
- 2004 in Pula, Kroatië (+ 91 kg)
- 2011 in Ankara, Turkije (+ 91 kg)

1984: Tyrell Biggs ·
1988: Lennox Lewis ·
1992: Roberto Balado ·
1996: Volodymyr Klytsjko ·
2000: Audley Harrison ·
2004: Aleksandr Povetkin ·
2008: Roberto Cammarelle ·
2012: Anthony Joshua ·
2016: Tony Yoka ·
2020: Bahodir Jalolov ·
2024: Bahodir Jalolov